# 南川柯
南川柯（学名：Lithocarpus rosthornii）为壳斗科柯属的植物，是中国的特有植物。分布于中国大陆的贵州、广东、广西等地，生长于海拔300米至1,500米的地区，一般生于山地杂木林中，目前尚未由人工引种栽培。